# Flasby
Flasby – osada w Anglii, w North Yorkshire. Flasby jest wspomniana w Domesday Book (1086) jako Flatebi.